# Mickaël Mazzoli
Mickaël Mazzoli (ur. 27 marca 1987) – piłkarz z Saint-Martin, grający na pozycji pomocnika.

## Kariera piłkarska

### Kariera klubowa
W sezonie 2007/08 występował w czwartoligowym francuskim klubie SO Châtellerault, w następnym sezonie bronił barw drużyny Saint-Louis Stars z Saint-Martin. W sezonie 2009/10 był piłkarzem trzecioligowego Paris FC, a latem 2011 zasilił skład bośniackiego FK Slavija Sarajewo. Podczas przerwy zimowej 2013/14 przeszedł do szwajcarskiego FC Monthey, w którym grał do końca sezonu.

### Kariera reprezentacyjna
W 2006 debiutował w narodowej reprezentacji Saint-Martin. W 2010 rozegrał 3 mecze w Pucharze Karaibów w piłce nożnej.